# Гіоргі Барамідзе
Гіоргі Барамідзе (груз. გიორგი ბარამიძე, русифіковане — Георгій Акакійович Барамідзе, рос. Георгий Акакиевич Барамидзе; нар. 5 січня 1968, Тбілісі, Грузинська РСР, СРСР) — грузинський державний і політичний діяч.
Очолював Міністерство внутрішніх справ Грузії (у 2003—2004 роках) і Міністерство оборони Грузії (у 2004 році). Виконувач обов'язків Прем'єр-міністра Грузії у 2007 році. Найдовше, протягом 2004-2012 років, перебував на посаді Державного міністра Грузії з питань європейської та євроатлантичної інтеграції. Один з засновників Партії зелених Грузії.

## Біографія
Гіоргі Барамідзе народився 5 січня 1968 року в Тбілісі, столиці Грузинської РСР СРСР.
Після закінчення Політехнічного інституту Грузії працював начальником управління в Комітеті з прав людини та національних меншин.
1990 року брав участь у створенні Партії зелених Грузії, став співзасновником та активістом політичного комітету партії.
1992 року був обраний до Парламенту Грузії.
1995 року закінчив навчання в Європейському центрі досліджень безпеки імені Джорджа К. Маршалла в Гарміші, Німеччина.
Є співзасновником Народного союзу Грузії та заступником голови Союзу. У 1995—1996 роках виконував обов'язки Генерального секретаря Союзу.
1995 року був обраний до Парламенту Грузії. 1997 ініціював спільну програму уряду Грузії та Програми розвитку ООН під назвою «Центр розслідування корупції» та став першим його директором.
У 1998—1999 роках був науковим співробітником Інституту досліджень дипломатії Джорджтаунського університету. 1999 року працював із сенатором Карлом Левіним у Комітеті Сенату США з питань збройних сил.
1999 року знову був обраний до грузинського Парламенту. 2000 обраний головою Комітету з питань оборони та безпеки. За результатами виборів 2003 року був знову обраний до Парламенту Грузії.
2003 року отримав пост міністра внутрішніх справ, а 2004 року — міністра оборони Грузії. У 2005—2012 роках був державним міністром з питань європейської та євроатлантичної інтеграції.
З квітня 2006 по 2012 рік — віце-прем'єр-міністр Грузії.
З 2012 року і до цього часу є віце-спікером Парламенту Грузії.
У грудні 2014 року під час війни на сході України приїхав на передову, аби у місті Щастя зустрітися з вояками українського добровольчого батальйону «Айдар», зокрема з грузинами, що зголосилися допомагати українцям у боротьбі з терористами та російськими військами. Бійці подарували йому прапор Грузії, що пройшов разом з ними усю Революцію гідності, та попросили доправити стяг на Батьківщину, аби передати співвітчизникам частинку духу свободи.